# Tătărești (Cahul)
Tătăreşti è un comune della Moldavia situato nel distretto di Cahul di 2.156 abitanti al censimento del 2004.